# César Canevaro (Metro de Lima y Callao)
César Canevaro es el nombre asignado a la decimosexta futura estación de la línea 3 del Metro de Lima y Callao en Perú. Será construida de manera subterránea en el distrito de Lince, en el cruce de las avenidas Arequipa y Pardo de Zela.